# Bronson (film)
Pour les articles homonymes, voir Bronson.
Pour plus de détails, voir Fiche technique et Distribution.
Bronson est un film britannique co-écrit et réalisé par Nicolas Winding Refn, sorti en 2008. Il s'agit d'un biopic sur le criminel britannique Michael Gordon Peterson, connu depuis 1987 sous le nom de Charles Bronson, qui a été qualifié de « prisonnier le plus dangereux de Grande-Bretagne » par la presse britannique.
Le rôle de Charles Bronson est interprété par Tom Hardy.

## Synopsis
La vie de Charles « Charlie » Bronson (Tom Hardy) est racontée sur une scène de théâtre, sous forme de one-man-show, avec de nombreux flashbacks et un humour noir.
Né dans une famille de classe moyenne respectable, Michael Gordon Peterson, dit Charles Bronson, est connu pour avoir passé la majeure partie de sa vie dans des lieux de privation de liberté, prison et asile psychiatrique. Il a passé 34 ans en internement carcéral et psychiatrique, dont 30 à l'isolement. Il est devenu le détenu le plus dangereux d'Angleterre.

## Fiche technique
- Titre original et français : Bronson
- Réalisation : Nicolas Winding Refn
- Scénario : Nicolas Winding Refn et Brock Norman Brock
- Décors : Adrian Smith
- Costumes : Sian Jenkins
- Photographie : Larry Smith
- Montage : Matthew Newman
- Pays d’origine :  Royaume-Uni
- Langue originale : anglais
- Genre : biopic
- Durée : 92 minutes
- Dates de sortie :
  -  Royaume-Uni : octobre 2008 (Festival du film de Londres)
  -  France : 15 juillet 2009
- Classification : 
  -  Royaume-Uni : Interdit aux moins de 18 ans (British Board of Film Classification).
  -  France : Interdit aux moins de 12 ans, puis 16 ans lors des diffusions télévisées (Commission de classification des œuvres cinématographiques).
  -  États-Unis : Les mineurs de 17 ans ou moins doivent être accompagnés d'un adulte (Motion Picture Association of America).

## Distribution
- Tom Hardy (VF : Gilles Morvan) Michael Gordon Peterson / Charles Bronson
- Matt King (VFB : Olivier Cuvellier): Paul Daniels
- James Lance (VFB : David Manet) : Phil Danielson
- Juliet Oldfield (VFB : Sophie Landresse) : Alison
- Hugh Ross (VFB : Michel de Warzée): oncle Jack
- Edward Bennett-Coles : Brian
- Kelly Adams (VFB : Maia Baran) : Irene
- Katy Barker (VFB : Nathalie Hons) : Julie
- William Darke : Michael Peterson, à 13 ans
- Andrew Forbes : Joe Peterson

Version française
- Société de doublage : Chinkel
- Adaptation des dialogues : Ludovic Manchette et Christian Niemiec

## Autour du film
- Avant Tom Hardy, Jason Statham et Guy Pearce avaient été pressentis pour le rôle-titre.
- Tom Hardy a rencontré Charles Bronson en prison pour le rôle et a dû pratiquer de la musculation.
- L'une des particularités, ou "marque de fabrique" de Nicolas Winding Refn est de tourner ses films dans l'ordre chronologique. Bronson n'échappe pas à la règle.
- Durant la phase de pré-production, Nicolas Winding Refn souhaita rencontrer Charles Bronson mais n'étant pas de nationalité britannique, le ministère de l'Intérieur ne lui donna pas l'autorisation. Toutefois, Charles Bronson envoya une lettre au cinéaste lui proposant un entretien téléphonique de 20 minutes. Nicolas Winding Refn lui demanda alors s'il acceptait d'écrire un morceau de dialogue qu'il pourrait intégrer dans le scénario et utiliser en voix-off.
- Le film a été tourné dans et autour de la St. Ann's, Sherwood, Worksop et Welbeck Park domaines de Nottingham et Nottinghamshire[2].
- Le vrai Charles Bronson n'a pas été initialement autorisé à voir le film, mais a déclaré que si sa mère aimait le film, ce serait réciproque pour lui aussi. Selon la piste de commentaires de Nicolas Winding Refn sur le DVD, la mère de Bronson a adoré. De plus, Bronson lui-même a adoré le film, louant à la fois la mise en scène et le jeu d'acteur, proclamant Tom Hardy le seul homme qui aurait pu le jouer.
- En 2014, Charles Bronson a changé son nom pour Charlie Salvador en l'honneur de son artiste préféré, Salvador Dalí. Il produit toujours des œuvres d'art en prison et a même écrit des livres. Cette appréciation pour le travail de Dalí est mise en évidence lors du dernier acte de prise d'otage de Bronson dans le film, dans lequel il peint le visage de son professeur d'art avec la célèbre moustache de Dalí.
- Charles Bronson est vu portant des lunettes de soleil dans les scènes ultérieures du film ; ce n'est pas seulement un accessoire mais une exigence médicale : après tant d'années passées à l'isolement sous un mauvais éclairage, sa vue a subi des dommages permanents nécessitant des lentilles ombragées pour lire confortablement.

## Réception
En décembre 2009, Bronson a reçu une note globale de 78 % sur RottenTomatoes.com, avec une note moyenne de 6.6/10. En raison de son esthétisation de la violence, le film a été rapproché de Orange mécanique.
- Grand Prix au Festival du film de Sydney 2009.